# Avijõe
Avijõe este o arie protejată (arie specială de conservare — SAC, sit de importanță comunitară — SCI) din Estonia întinsă pe o suprafață de 28,9 ha, integral pe uscat.

## Localizare
Centrul sitului Avijõe este situat la coordonatele 58°59′15″N 26°53′59″E / 58.9875°N 26.8998°E.

## Înființare
Situl Avijõe a fost declarat sit de importanță comunitară în aprilie 2004 pentru a proteja 4 specii de animale. Situl a fost protejat și ca arie specială de conservare în septembrie 2005.

## Biodiversitate
Situată în ecoregiunea boreală, aria protejată conține 1 habitat natural: Cursuri de apă de la nivel de câmpie la nivel montan, cu vegetație Ranunculion fluitantis și Callitricho-Batrachion.
La baza desemnării sitului se află mai multe specii protejate:
- mamifere (1): vidră de râu (Lutra lutra)
- nevertebrate (2): Ophiogomphus cecilia, Unio crassus
- pești (1): zglăvoacă (Cottus gobio)

Pe lângă speciile protejate, pe teritoriul sitului au mai fost identificate 1 specie de pești.